# Nobili (cratère)
Pour les articles homonymes, voir Nobili.
Nobili est un petit cratère d'impact lunaire dont la situation à proximité du limbe lunaire oriental lui donne l'aspect d'une ellipse rétrécie vu de la Terre.
Ce cratère se superpose à la berge occidentale du cratère Schubert X, qui est légèrement plus large. Sur la berge orientale de Schubert X, se superpose à son tour un autre cratère, le cratère Jenkins et l'ensemble constitue donc un système triple. Au sud de cette formation se trouve le cratère Gilbert (en).
Nobili est un cratère circulaire à la berge déchiquetée. Un petit cratère, Gilbert P, interrompt cette berge au sud-est, et l'on distingue une petite rupture du bord nord-est. La surface intérieure du cratère est d'aspect uniforme et uni.
Ce cratère était anciennement dénommé Schubert Y, avant d'être renommé par l'Union astronomique internationale en l'honneur du physicien italien Leopoldo Nobili.